# Eşmetaş, Eşme
Eşmetaş là một xã thuộc huyện Eşme, tỉnh Uşak, Thổ Nhĩ Kỳ. Dân số thời điểm năm 2010 là 296 người.